# Haus der Demokratie (Windhoek)
Das Haus der Demokratie (englisch House of Democracy) in der namibischen Hauptstadt Windhoek ist eine Begegnungsstätte für politische und wirtschaftliche Organisationen sowie Einrichtungen der Entwicklungszusammenarbeit. Es befindet sich in der Frans Indongo St im Stadtteil Windhoek-West.
Das Haus der Demokratie ist Sitz der folgenden Organisationen (Stand August 2025):
- Civil Society Information Centre Namibia (CIVIC +264)
- Economic Association of Namibia (EAN)
- Hanns-Seidel-Stiftung Namibia (HSF)
- Institute for Public Policy Research (IPPR)
- Namibia Institute for Democracy (NID)